# Sudimampir
Sudimampir is een bestuurslaag in het regentschap Indramayu van de provincie West-Java, Indonesië. Sudimampir telt 6123 inwoners (volkstelling 2010).